# Unigenitus
Unigenitus (Latijn voor De eniggeborene) is een pauselijke bul die paus Clemens XI in 1713 uitvaardigde tegen het jansenisme.
Clemens schreef zijn bul op aandrang van de Franse koning Lodewijk XIV en enkele Franse bisschoppen en richtte zich in het bijzonder tegen de stellingen van de jansenistische theoloog Pasquier Quesnel.
De 101 stellingen uit diens Abregé de la morale de l'Evangile ou pensées chrestiennes sur le texte des quatre evangelistes, werden in de bul als ketters uitgelegd. De bul was onder de bisschoppen erg omstreden en verzwakte de positie van de paus. In 1718 vaardigde paus Clemens XI een nieuwe bul Pastoralis officii uit waarin hij alle katholieken opriep zich te distantiëren van de tegenstanders van Unigenitus.

## Zuidelijke Nederlanden
In de Zuidelijke Nederlanden werd de bul in alle bisdommen gepubliceerd. De nieuwe aartsbisschop van Mechelen, Thomas d'Hénin-Liétard d'Alsace, was een anti-jansenist en legde Unigenitus op als een geloofsregel en was dus nog strenger dan de paus in diens bul  Pastoralis officii. Zijn fel bekampen van het jansenisme leverde d'Alsace een verheffing tot kardinaal op in 1719. De politiek van keizer Karel VI en landvoogd Eugeen van Savoye was meer gericht op verzoening en gematigdheid tussen de kampen van jansenisten en anti-jansenisten. Keizer Jozef II was voorstander van een nationale kerk en dus een medestander van de jansenisten. In 1782 decreteerde hij een verbod van eden op Unigenitus en andere anti-jansenistische documenten bij universitaire promoties, ondanks het protest van de bisschoppen.

## Frankrijk
Het Parlement van Parijs weigerde de bul te registreren, en de aartsbisschop van Parijs, Louis Antoine de Noailles verbood zijn priesters de bul af te kondigen. De krachtdadige actie van Lodewijk XIV (een plan voor een proces tegen Noailles; boze gesprekken met procureur Henri François d'Aguesseau) werd onderbroken door de dood van de koning.
De bul had een zwaar politiek effect; het verzet en de verontwaardiging verenigde verschillende soorten oppositie in Frankrijk; de gallicanen (die het gezag van de paus over de Franse Kerk betwisten, ten voordele van de bisschoppen), de richeristen (die, boven op het gallicanisme, nog vinden dat de bisschoppen rekening moeten houden met de lagere clerus), de jansenisten (de groeiende katholieke sekte geviseerd door de bul) en de parlementaire onvrede (de koning had het remonstrantierecht van de Parlementen beperkt). Het momentum van deze oppositie zou vele jaren lang - tot aan de Franse Revolutie - de Franse koning het regeren bemoeilijken.